# Zdeněk Richter
Zdeněk Richter (17. května 1885, Smíchov – ?) byl český fotbalový brankář, český reprezentant.

## Sportovní kariéra
Za československou reprezentaci nastoupil v roce 1907 ve 2 utkáních s Uherskem, ve kterých dostal 8 gólů. Na klubové úrovni hrál za SK Smíchov.